# Кольт
Кольт — объединённое название популярных с середины XIX века американских револьверов, а впоследствии также автоматических пистолетов и пулемётов, производимых на заводах Сэмюэля Кольта, позднее — компанией Colt’s Manufacturing Company.

## Револьверы одинарного действия

### Colt Paterson (1836)

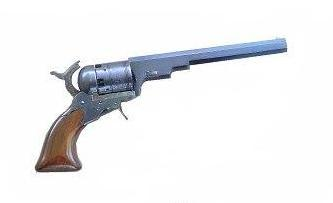
Кольт Патерсон 1836 года

Револьвер получил название по имени города, где была развернута мануфактура Кольта, но в скором времени приобрёл прозвище «Техас» за свою популярность среди жителей этого штата. Начало производства 1836 год. Первая модель револьвера Кольта. Пятизарядная. Самым востребованным был 36-й калибр, наибольший в этой модели, с длиной ствола 190 или 230 мм. Ударно-спусковой механизм одинарного действия: стрелку перед каждым выстрелом нужно было отвести пальцем курок назад. Это первое более или менее надёжное стрелковое многозарядное оружие. Около 40 лет огнестрельное оружие почти не развивалось, но кольт Патерсон стал началом, без преувеличения, «технической революции», так как уже почти через 60 лет был готов первый пистолет современного типа — кольт 1900. Разработан револьвер был в 1835 году. Путешествуя по Европе, изобретатель получил патент на него в Англии и Франции (правда, патент был не на револьвер, а на его конструкцию).

### Colt Walker (1847)
Получил название по имени заказчика крупной партии в тысячу «кольтов» улучшенной конструкции капитана техасских рейнджеров С. Уолкера. Начало производства — 1847 год, первая партия была изготовлена по заказу армии США, участвовавшей тогда в американо-мексиканской войне. Кольт Уолкер — это шестизарядный револьвер 44-го калибра, общей длиной 390 мм с длиной ствола 230 мм, и усовершенствованными ударно-спусковым механизмом и спусковой скобой. Это был первый «кольт», изготавливавшийся из стандартных взаимозаменяемых деталей. Любимый револьвер Клинта Иствуда.

### Colt Dragoon (1848)

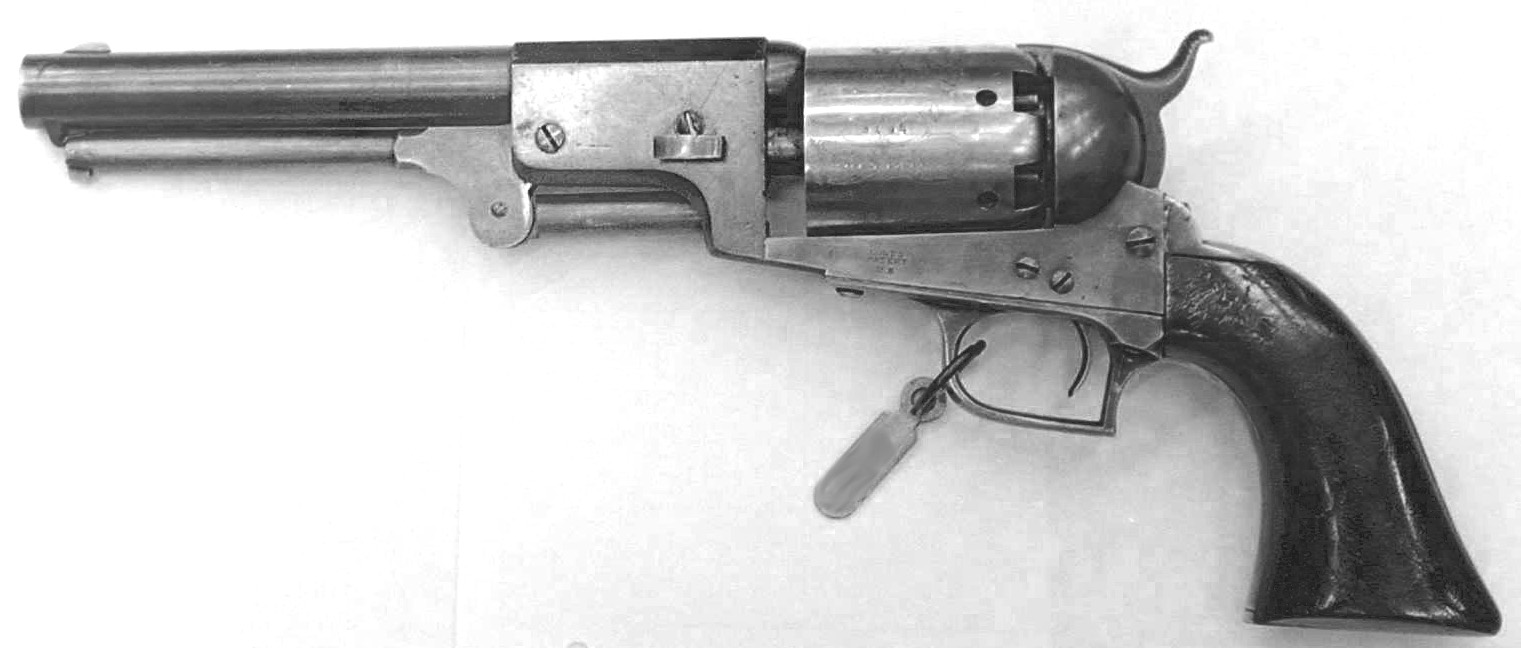
Кольт Драгун 1848 года

Colt Model 1848 Percussion Army Revolver — револьвер 44-го калибра, разработанный Сэмюэлом Кольтом для конных стрелков американской армии (U.S. Army’s Mounted Rifles), также известных как драгуны (dragoons). Этот револьвер был разработан с целью решения многочисленных проблем, с которыми сталкивались в модели Walker.
Кольт Драгун отличался от кольта Уолкера тем, что был легче, у него был фиксатор шомпола.
Новый револьвер появился после мексиканско-американской войны и продолжал оставаться популярным среди гражданских лиц в течение 1850-х — 1860-х годов, использовался во время Гражданской войны в США.
Был также выпущен флотский кольт 1848 (более популярным был образец 1851). Это была, по сути, слегка уменьшенная и модернизированная копия драгунского кольта. Их нелегко внешне различить, однако отличия есть. Например, ствол у флотского кольта восьмигранный и чуть длиннее, а у драгунского кольта ствол круглый и покороче; флотский кольт немного легче, чем драгунский; у флотского кольта задняя часть шомпола менее массивная, чем у драгунского.

### Colt Wells Fargo (1849)
Успех драгунской модели револьверов Кольта обеспечил компании финансовую стабильность, необходимую для дальнейшей работы над развитием модельного ряда. К концу 1840-х годов значительно вырос спрос на личное оружие меньшего веса и размера, подходящее для скрытного ношения.
В 1849 году ответом Кольта на спрос стало создание капсюльного револьвера Веллз Фарго (Wells Fargo) калибра .31. Это были времена Золотой лихорадки и освоения Дикого Запада. Более лёгкую конструкцию меньшего размера по достоинству оценили и старатели, и первопоселенцы, даже несмотря на весьма ограниченную останавливающую силу пули. Модель стала популярной, как вспомогательное оружие легковооружённых офицеров, детективов и охранников, то есть тех, кто особенно нуждался в оружии, которое легко спрятать в кобуре или в кармане одежды.
Несмотря на название модели, нет исторических доказательств того, что этот револьвер заказывала или имела на вооружении компания «Веллз Фарго» (Wells Fargo), хотя вероятно, им пользовались некоторые сотрудники её подразделений безопасности.
Конструкция во многом идентична карманной модели револьвера 1849 года «Pocket Revolver», но не имеет рычажного шомпола под стволом. Эта особенность способствовала скрытности ношения и обеспечивала беспрепятственное извлечение из кармана. В качестве шомпола при снаряжении барабана служила ось барабана, имевшая специальное концевое углубление.

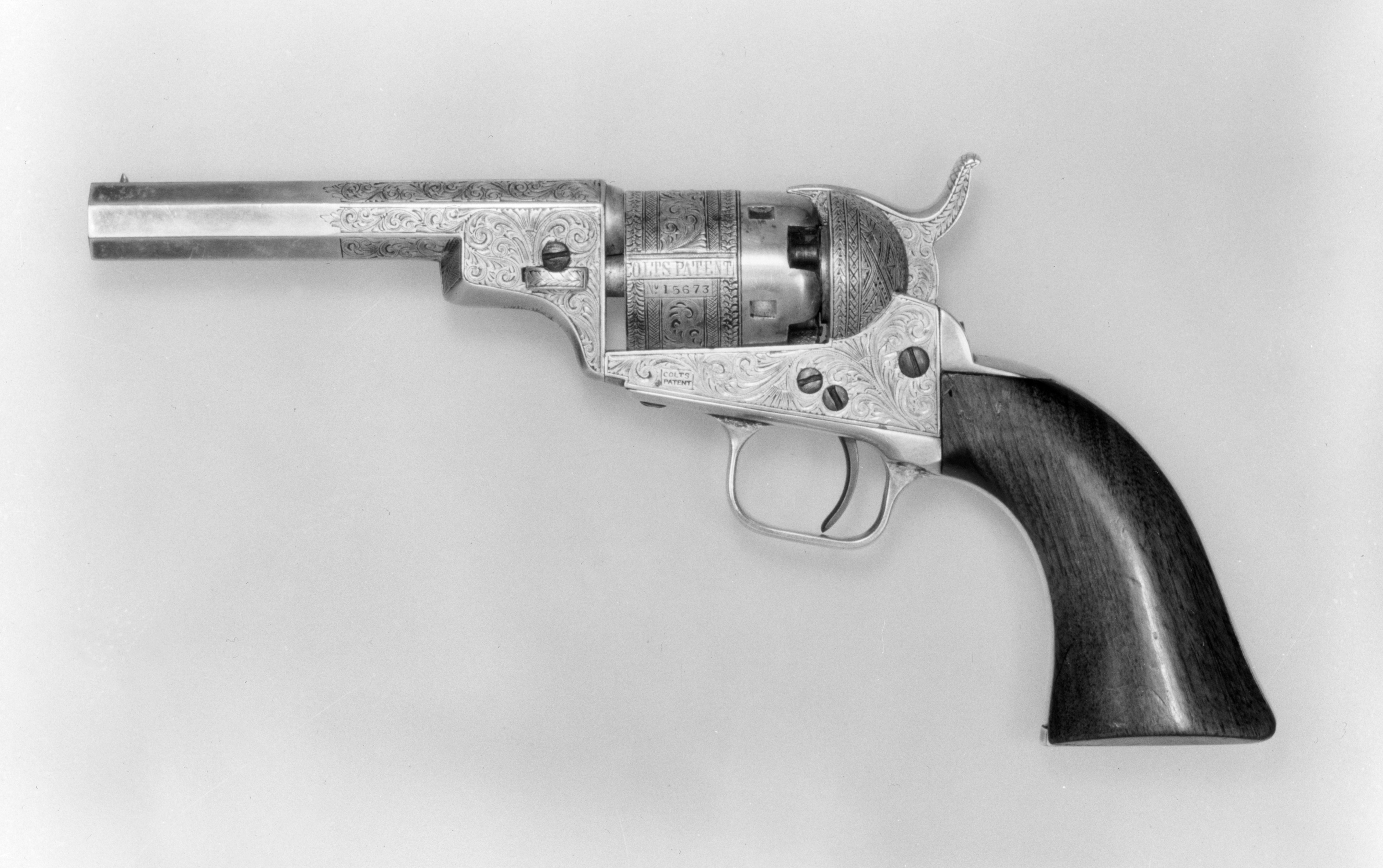
Кольт Вэллс Фарго 1849

Всего было произведено около 4000 револьверов модели «Веллз Фарго» образца 1849 года. Некоторые из них прошли свой путь до полей сражений Гражданской Войны, где их применяли добровольцы. В исторических документах встречаются упоминания о лёгких револьверах, которыми вооружались сотрудники почтовой службы Пони Экспресс (Pony Express) в 1860—1861 годах, а также кучеры дилижансов в качестве вспомогательного огнестрельного оружия. 

### Colt Navy (1851)

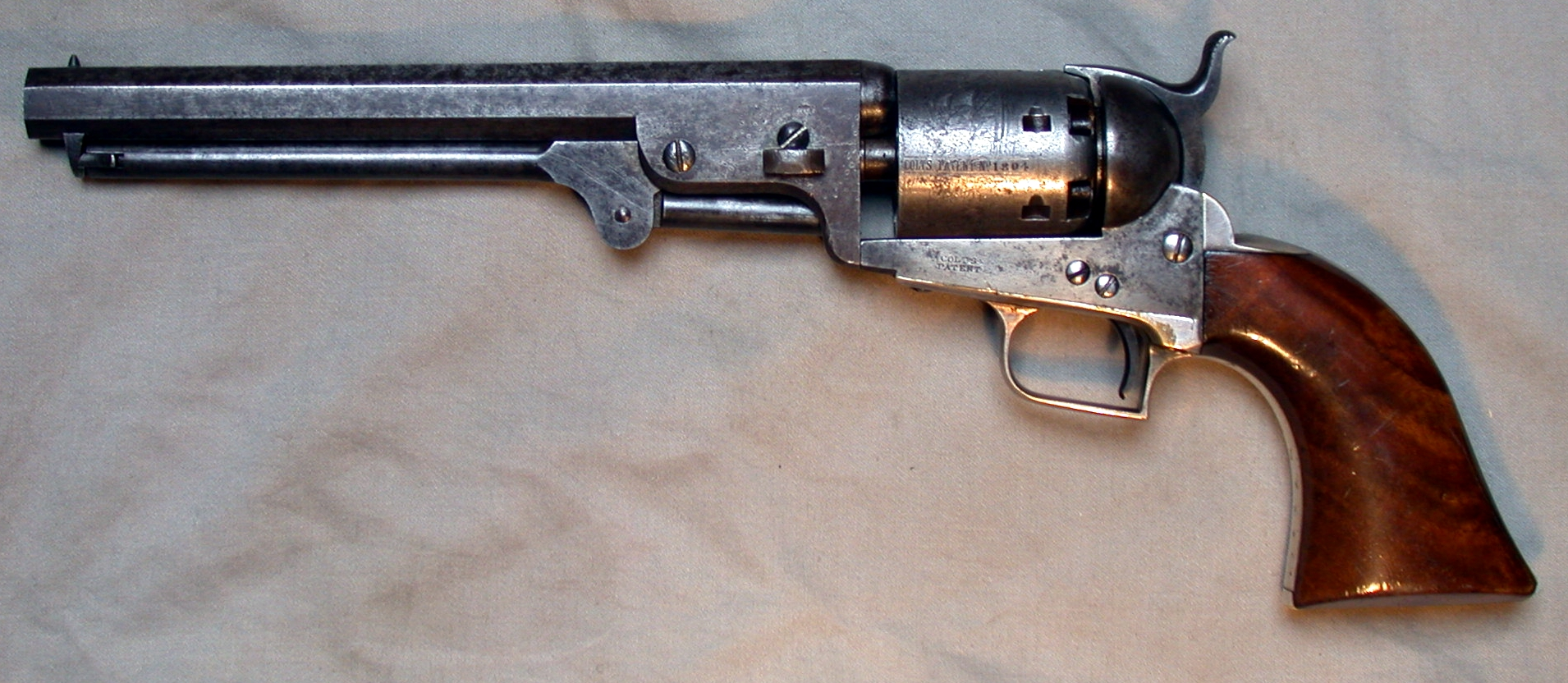
Colt Navy 1851 года

Модель предполагалась для вооружения офицеров Военно-морского флота Северо-американских Соединённых Штатов. Это была по сути уменьшенная версия «драгунского кольта». На подобных револьверах можно было встретить гравировку в морской тематике. Что интересно, флотский кольт не обладал мушкой, мол на море и на корабле целиться не надо. Флотский кольт относительно легче и меньше, хотя всё равно обладал значительными размерами. Внешне отличить флотский кольт от драгунского тяжело. Стрелял пулями 36-го калибра. Один из самых популярных револьверов Кольта в 1850-х годах. Как и все револьверы Кольта, довольно-таки легко разбирался, и при необходимости можно было взять недостающую деталь от другого кольта. Однако у него был один недостаток — крайняя ненадёжность. При регулярном использовании крепления барабана начинали разбалтываться и стрелку приходилось придерживать его левой рукой при выстреле, дабы избежать выхода пороховых газов наружу, чтобы не травмировать этим руку. И, поняв свою ошибку, Кольт стал продавать отдельные револьверные барабаны, которые можно было свободно приобрести. Револьвер имел огромную популярность не только среди военнослужащих на море, но и среди гражданских лиц на суше.
Двумя такими револьверами 36-го калибра был вооружён Дикий Билл Хикок.

### Colt Army (1860)

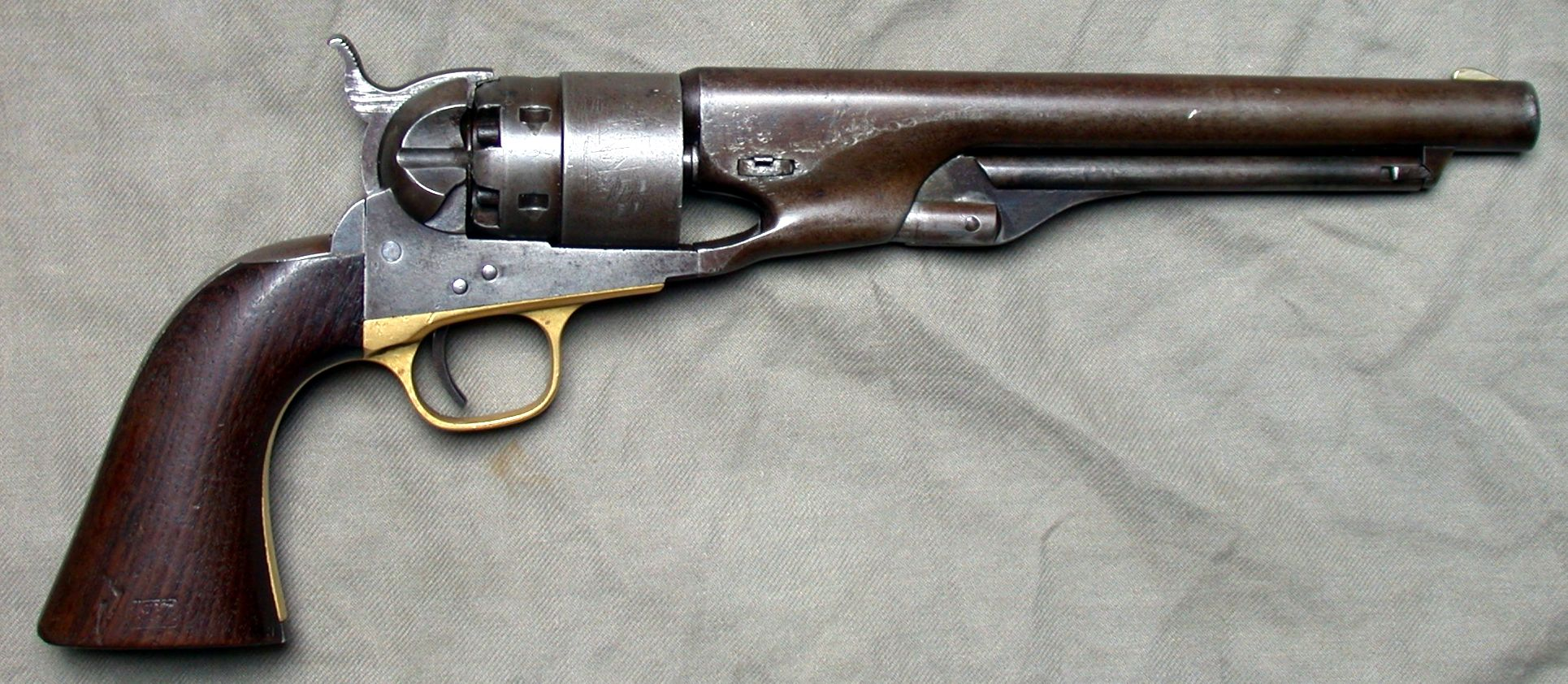
Colt Army 1860 года

Это было, пожалуй, самое популярное оружие на Гражданской войне. Этот револьвер заряжался с передней части барабана с помощью шомпола, так что стрелкам приходилось иметь при себе бумажные патроны. Для того, чтобы избежать самопроизвольного выстрела, рекомендовалось камору барабана, находящуюся напротив ствола, держать пустой. Перезарядка осуществлялась за счёт поочерёдной закладки зарядов, как, впрочем, и у любого другого капсюльного оружия. Револьвер пришёл на смену третьему «Драгунскому» кольту (Colt Dragoon). Его стоимость была около 13 долларов, что дороже, чем остальные револьверы того времени. Револьвер одинарного действия, хотя были и переделки данного револьвера в «самовзводный». Пожалуй, главным конкурентом армейского кольта был ремингтон 1858 — так как у ремингтона была намного выше скорость перезарядки, да и вероятность самопроизвольного выстрела была намного ниже.

### Colt Single Action Army (Peacemaker) (1873)

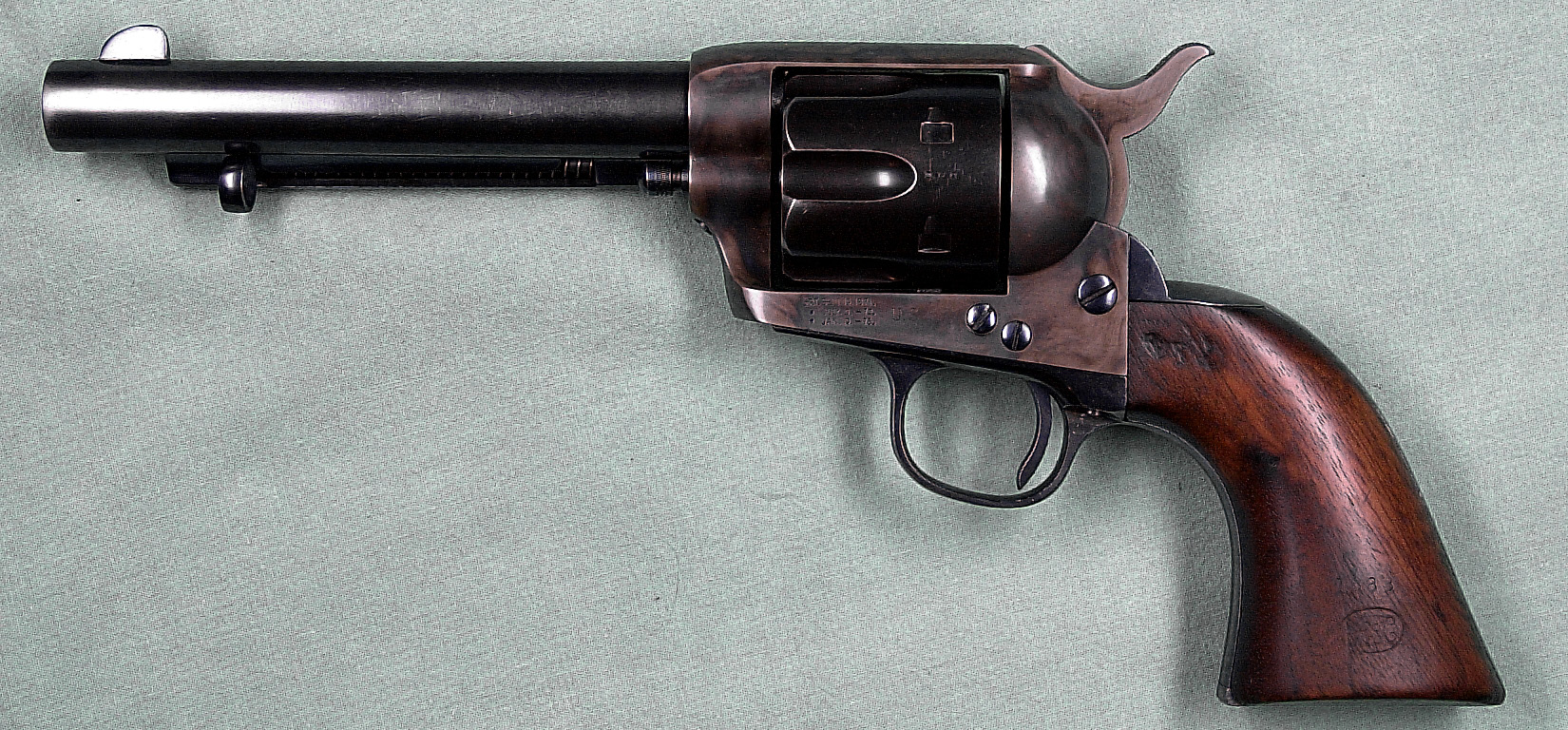
Colt Model 1873, U.S. Artillery Model

Легендарный револьвер «Дикого Запада». Первый револьвер фирмы «Кольт» под металлический унитарный патрон центрального воспламенения. Внешний вид оставался неизменным с 1873 года. Компания Colt прекращала его производство два раза, но возобновляла в связи с большим спросом и производит до сих пор. Шестизарядный кольт с ручным взводом курка, ударно-спусковой механизм одинарного действия, хотя из него можно было стрелять довольно таки скорострельно, взводя курок левой рукой. Несмотря на наличие шести камор, пистолет обычно заряжался пятью патронами — камора напротив ствола оставлялась пустой во избежание непроизвольного выстрела оружия. Выпускался под патроны более чем 30 калибров, от 22-го до 45-го, с различной длиной ствола. Оснащён боковым стержневым эжектором. У него также есть ещё два названия: Colt single action army (сокращённо Colt SAA) или кольт 1873. «Миротворец» — это всего лишь «прозвище револьвера». Считается одним из символов «Дикого Запада», так как им пользовался почти каждый, в том числе человек-легенда Уайетт Эрп. Отдельные стрелки носили его при себе в двух экземплярах. Перезарядка осуществлялась очень просто и со скоростью, на которую способен сам стрелок — курок ставился на полувзвод, открывалась дверка барабана, с помощью бокового экстрактора патрон извлекался из барабана, затем поворачивался сам барабан и так шесть раз. В конце надо было закрыть дверку барабана, либо взвести курок на боевое положение или поставить на предохранитель.

## Револьверы двойного действия

### Colt M1877 (1877)

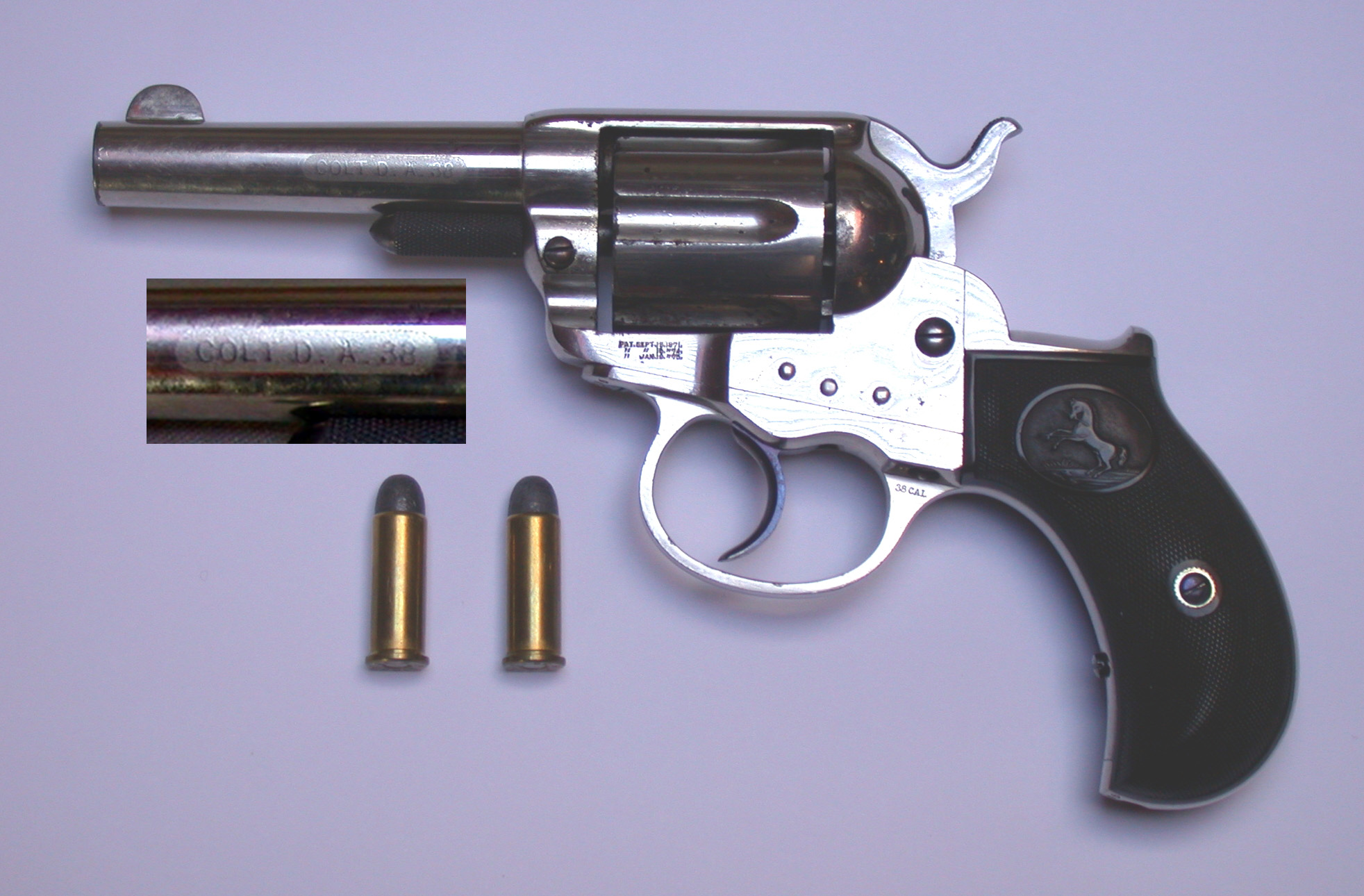
Colt Lightning

Первый револьвер двойного действия был разработан инженером Уильямом Мэйсоном, сделавшим ранее «Миротворец». Как и предшественник, данный револьвер позднее также получил неофициальные прозвища, в зависимости от калибров: «Молния» (38 Long Colt), «Громовержец» (41 Long Colt), «Творец дождя» (32 Long Colt). Внешне по конструкции, револьвер мало чем отличался от предшественника, однако визуально модель стала немного меньше и значительно тоньше. В отличие от M1873, револьвер получил рукоятку характерной формы «птичьей головы». Как и у предыдущих револьверов Colt, он имеет разборную раму, рукоять прикреплена к рамке винтами, передняя часть её изготовлена одной деталью со спусковой скобой. Первоначально устанавливалась цельная (не разделённая на правую и левую накладки) вставка из дерева ореха с клетчатой насечкой, позже накладки из эбонита. Однако именно ударно-спусковой механизм двойного действия оказался и главной проблемой данного револьвера — из-за хрупкости конструкции, УСМ часто выходил из строя и из-за поломки механизм работал только одинарным действием. С данным револьвером часто промышлял известный преступник времён «Дикого Запада» Джон Уэсли Хардин.

### Colt Detective Special (1927)
Цельнорамный из углеродистой стали короткоствольный шестизарядный револьвер с ударно-спусковым механизмом двойного действия. Как следует из названия, оружие такого класса ориентировано на скрытое ношение и применение преимущественно полицейскими, одетыми в гражданское — детективами, а также сотрудниками спецслужб. Впервые представленный в 1927 году револьвер не был похож на существующие тогда на рынке другие образцы стрелкового оружия скрытого ношения, которые имели переломную раму и могли стрелять маломощными патронами или были больше револьверов с укорачиваемыми стволом и рукояткой.

### Colt Cobra (1950)

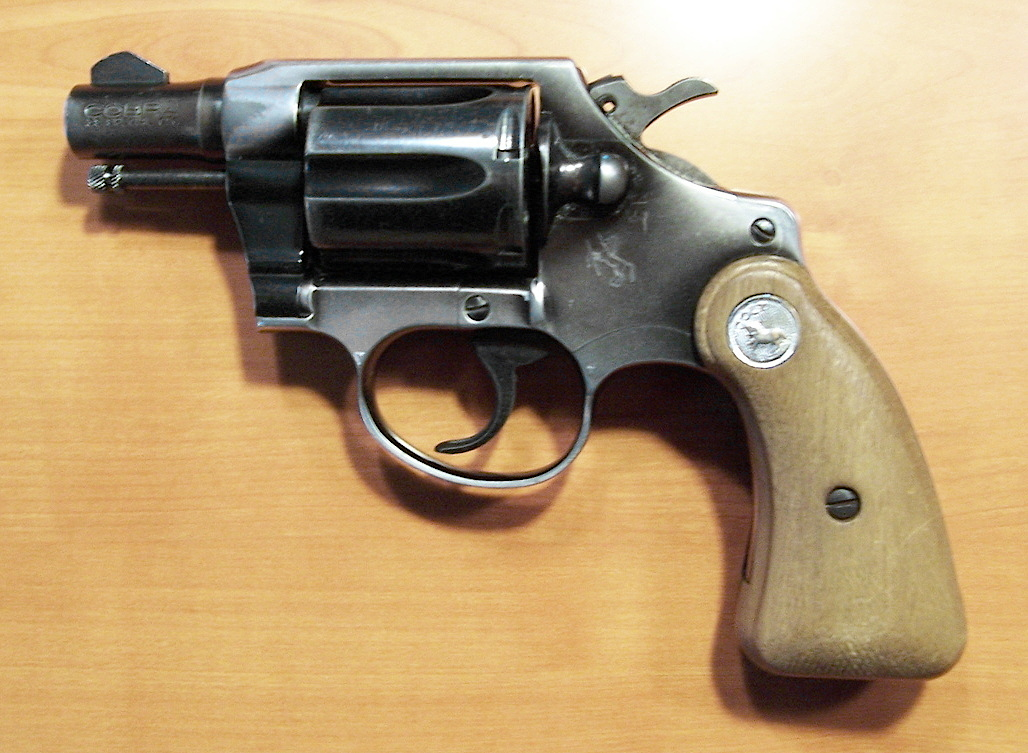
Colt Cobra .38 Special первой серии выпуска

Начало производства 1950 год. Конструкция револьвера Colt Cobra основана на D-рамке, базовой для всего семейства Detective Spec., однако выполнена из более лёгкого алюминиевого сплава. Револьвер, как и основной Detective Spec., производился для стрельбы патроном калибра .32 Colt NP, .38 Colt NP и .38 Spl, а также .22LR. Версия под патрон .38Spl изготавливалась в вариантах со стволом длиной 2, 3 и 4 дюйма, версия под патрон .22LR — только с трёхдюймовым стволом.
С 1973 года (с ним связывают начало выпуска второй серии Cobra) выпускались револьверы только под патрон .38Spl, а в нижней части ствола револьвера добавился пенал стержня экстрактора. Производство прекращено в 1981 году.

### Colt Python (1955)

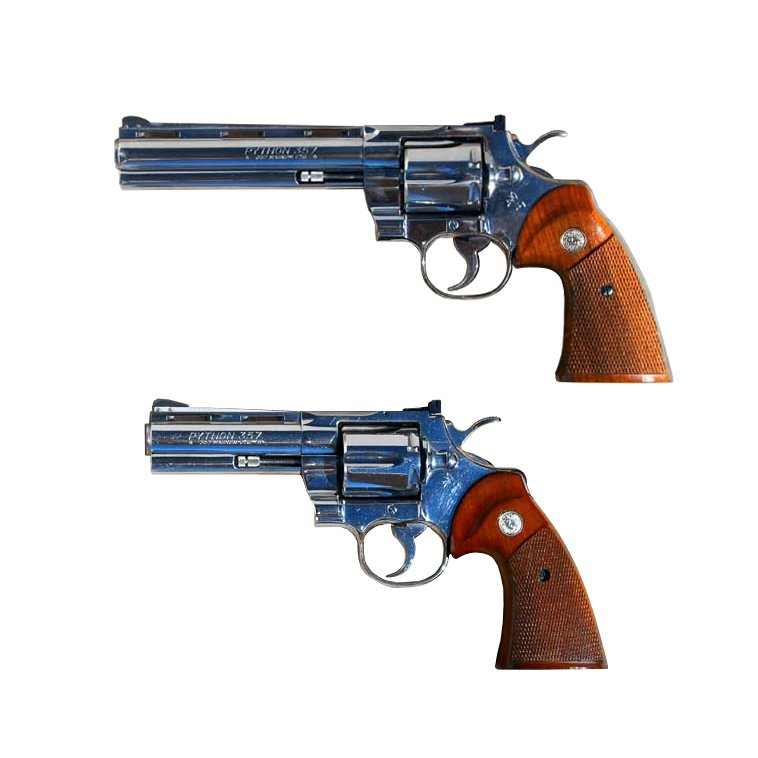
Colt Python

Револьвер имеет цельную рамку с изогнутой, расширяющейся книзу рукояткой. Такая конструкция обеспечивает максимально надёжную фиксацию пистолета в руке при ведении огня. Шестизарядный револьвер с ударно-спусковым механизмом двойного действия, выполненный под патрон калибра .357 Магнум, Colt Python является одним из самых красивых и харизматичных среди американских револьверов, и личного короткоствольного оружия вообще, а также одним из наиболее известных револьверов, когда-либо производившихся фирмой Colt’s Manufacturing Company. Красивый и лаконичный дизайн плюс отличное качество изготовления завоевало револьверу Питон немало поклонников среди любителей оружия по всему миру. Перезарядка осуществляется путём откидывания барабана влево (защёлка находится в задней части рамки). Прицельные приспособления состоят из мушки с пластиковой вставкой яркого цвета и целика, оснащённого сменными пластинами с различными вариантами прорезей. Целик может быть отрегулирован в двух плоскостях при помощи винтов. Револьвер оснащён автоматическим предохранителем, который не позволит курку наколоть ударник, пока спусковой крючок полностью не выжат. Также особенностями данной серии револьверов можно считать «вентилируемую планку» над стволом и удлинённый кожух стержня экстрактора, который идёт под стволом до самого дульного среза. Обычно выполняется с деревянными щёчками рукоятки, с отделкой металлических частей в виде воронения или полировки для моделей стандартного ряда, модели «элит» хромированы и имеют щечки из дерева ценных пород. В целом, это надёжное и высококачественное оружие для самообороны, полиции и охранных структур.
Также данное оружие встречается в играх Half Life, Call of Duty: Black Ops и многих других.

### Colt Mk. III Trooper Lawman (1969)
| Ударно-спусковой механизм | Двойного действия                                           |
| Калибр                    | .38 Special и .357 Magnum                                   |
| Вес без патронов          | В зависимости от типа и длины ствола, от 1000 до 1300 грамм |
| Длина                     | Различная, в зависимости от длины ствола                    |
| Длина ствола              | 2.5, 4, 5 или 6 дюймов (64, 102, 125 или 152 мм)            |
| Ёмкость барабана          | 6 патронов                                                  |

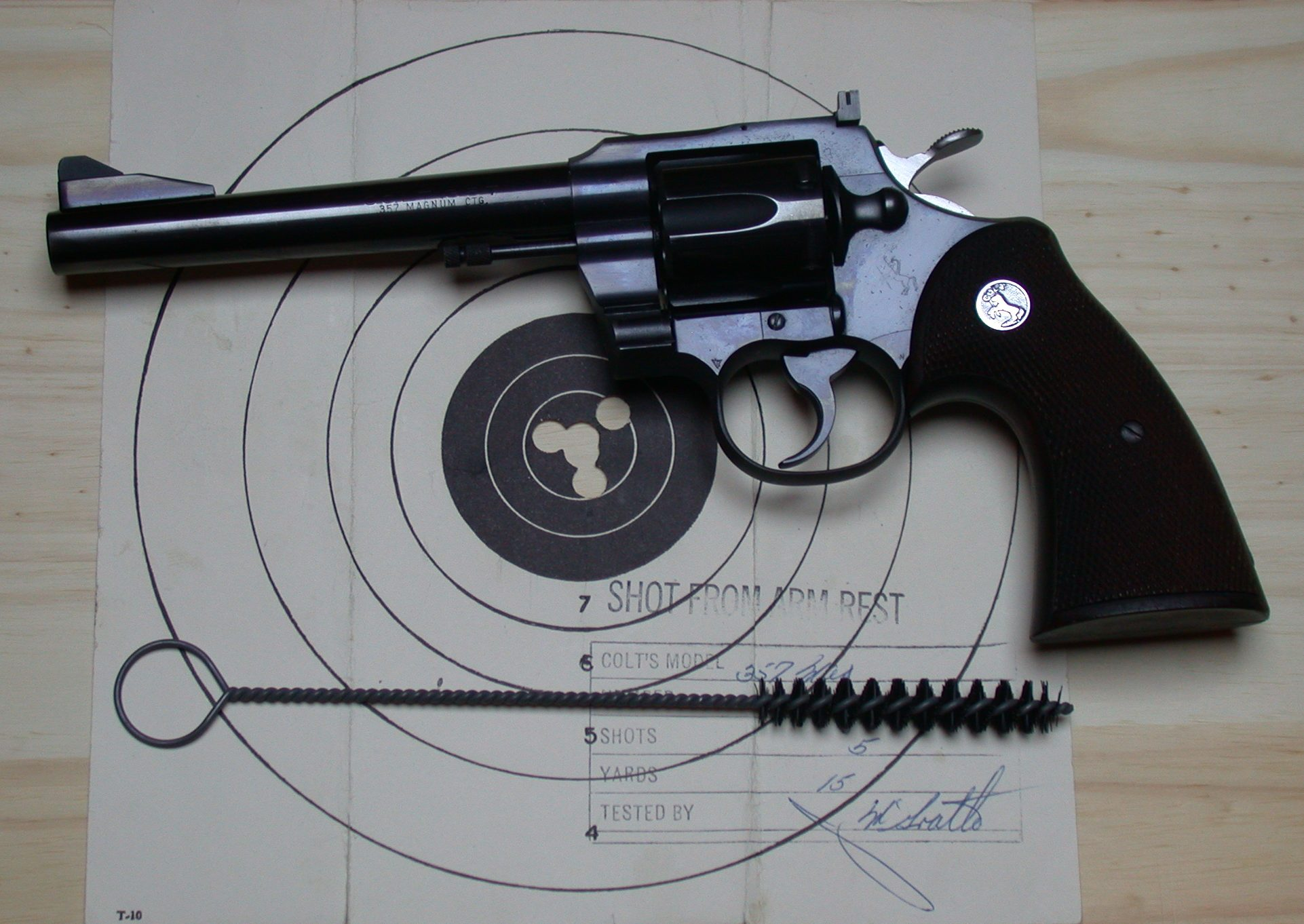
Кольт «357»

Револьверы американской фирмы Кольт серии mk. III впервые были выпущены в 1969 году, и представляли собой значительный шаг вперёд по сравнению с более ранними револьверами этой фирмы, практически не менявшими конструкции с начала 1900-х годов. Все револьверы семейства mk. III имели ударно-спусковой механизм двойного действия и откидывающийся влево барабан на 6 патронов.
Семейство mk. III состояло из следующих моделей:
- Official Police mk. III revolver — улучшенный вариант популярного револьвера Colt Official Police, надёжное полицейское оружие калибра .38 Special, с нерегулируемыми прицельными приспособлениями.
- Lawman mk. III revolver — Развитие модели Official Police, с более тяжёлым стволом и барабаном под более мощные патроны .357 Magnum, с нерегулируемыми прицельными приспособлениями.
- Trooper mk. III revolver — вершина линейки mk. III, револьвер, предназначенный как для спортивно-целевой стрельбы, так и для служебного использования. Отличался тяжёлым стволом с верхней планкой и подствольным пеналом для стержня экстрактора. Калибр .357 Magnum, прицельные приспособления регулируемые.

Основные конструктивные особенности револьверов серии Кольт mk.III:
- Ударник расположен не на курке, а в рамке (впервые в револьверах Кольт такая конструкция появилась на моделях Pyton и Trooper в 1953 году); курок может передать энергию своего удара на ударник только в том случае, если между ними окажется предохранительная передаточная штанга, поднимаемая при нажатии на спусковой крючок.
- Барабан вращается по часовой стрелке (при виде сзади); благодаря этому собачка, вращающая барабан, прижимает его к рамке, обеспечивая более надёжное позиционирование барабана относительно ствола.
- Все пружины механизма выполнены из нержавеющей стали.
- Боевая пружина выполнена витой цилиндрической вместо прежней пластинчатой Л-образной, и располагается на направляющем стрежне.
- Все рабочие поверхности механизма подвергнуты термообработке для упрочнения и увеличения срока службы.
- Механизм вращения барабана сконструирован таким образом, что при взведённом курке собачка, вращающая барабан, блокирует его открытие или закрытие. Таким образом, револьвер может быть заряжен, разряжен или осмотрен только при спущенном курке.

### Colt Anaconda (1990)

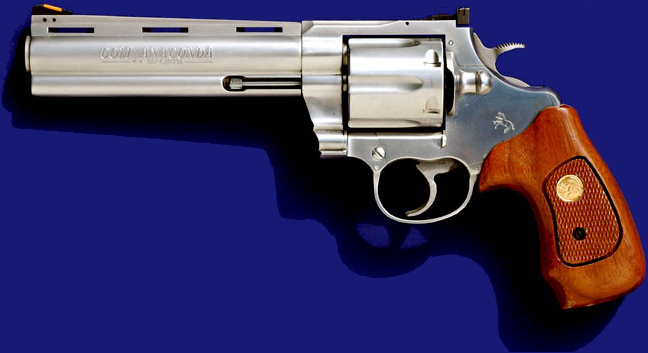
Colt Anaconda

Револьвер под патрон .44 Magnum или .45 Colt. с ударно-спусковым механизмом двойного действия. Он имеет цельную рамку с откидывающимся влево барабаном, имеющим продольные облегчающие проточки, пазы для фиксатора барабана и одновременным удалением всех стрелянных гильз с помощью шток-выбрасывателя и подпружиненного общего экстрактора. Ствол сверху имеет вентилирующую планку с продольными прорезями и скошенную назад мушку, а внизу В планку-пенал для штока-выбрасывателя. Выпускался массово в 1990—1999 годах, на заказ до 2001 года. В основном, используется для охоты и спортивной стрельбы.

## Пистолеты

### Colt M1900 (1900)
Первый самозарядный пистолет фирмы Кольт. Как и большинство других пистолетов компании, был создан конструктором Джоном Мозесом Браунингом. Калибр 9 мм (.38 ACP), начало разработки — 1895 год, в производстве с 1900 года, до начала 1903-го, всего изготовлено 4274 единицы. Проходил испытания в армии США: в 1898 году (ещё до начала серийного производства) и в 1900 годах. В обоих конкурсах конкурентами Кольта были немецкий Mauser C-96 и австрийский Steyr-Mannlicher M1894, по сравнению с которыми M1900 показал несколько лучшие результаты. Особенность пистолета состоит в том, что в механизме запирания для опускания и поднимания ствола используются две серьги.
Использовался во время Филиппино-американской войны.

### Colt M1902(1902)
По итогам испытаний и боевого применения, M1900 был слегка модифицирован: ёмкость магазина увеличилась на один патрон (с 7 до 8), появилась затворная задержка. Получившаяся модель пошла в производство с 1902 года, производство закончено в 1928 году, выпущено около 18 068 единиц. Существовала также спортивная версия — Model 1902 Sporting, у которой ёмкость магазина соответствовала M1900 (семь патронов), а вместо вертикальной насечки в задней части затвора, имелась перекрёстная насечка в передней части. M1902 Sporting производился с 1902 по 1907 год, всего около 6927 единиц.

### Colt M1903 Pocket Hammer (1903)
M1903 Pocket Hammer («карманный курковый») появился после модели M1902, но базировался на конструкции M1900, отличаясь от него только меньшей длиной. Также как и M1900, он имел магазин на 7 патронов, затворная задержка отсутствовала. Имеет курковый взвод. M1903 Pocket Hammer намного пережил своего «старшего брата» M1900, находясь в производстве до 1927 года.

### Colt M1903 Pocket Hammerless (1903)
Модель Pocket Hammerless («карманный бескурковый») полностью соответствовала выпускавшемуся в Бельгии Browning M1903, но отличалась от него калибром и меньшими размерами. Выпускался в калибрах 7,65 мм (.32 АСР) и 9 мм (.380 АСР) с 1903 по 1945 год в пяти слегка отличавшихся вариантах. Всего было произведено около 570 000 экземпляров.
M1903 Pocket Hammerless был популярен у генералов армии США. В частности им владели Джордж Смит Паттон, Дуайт Дэвид Эйзенхауэр, Джордж Маршалл и Омар Брэдли.

### Colt Model 1908 Vest Pocket (1908)

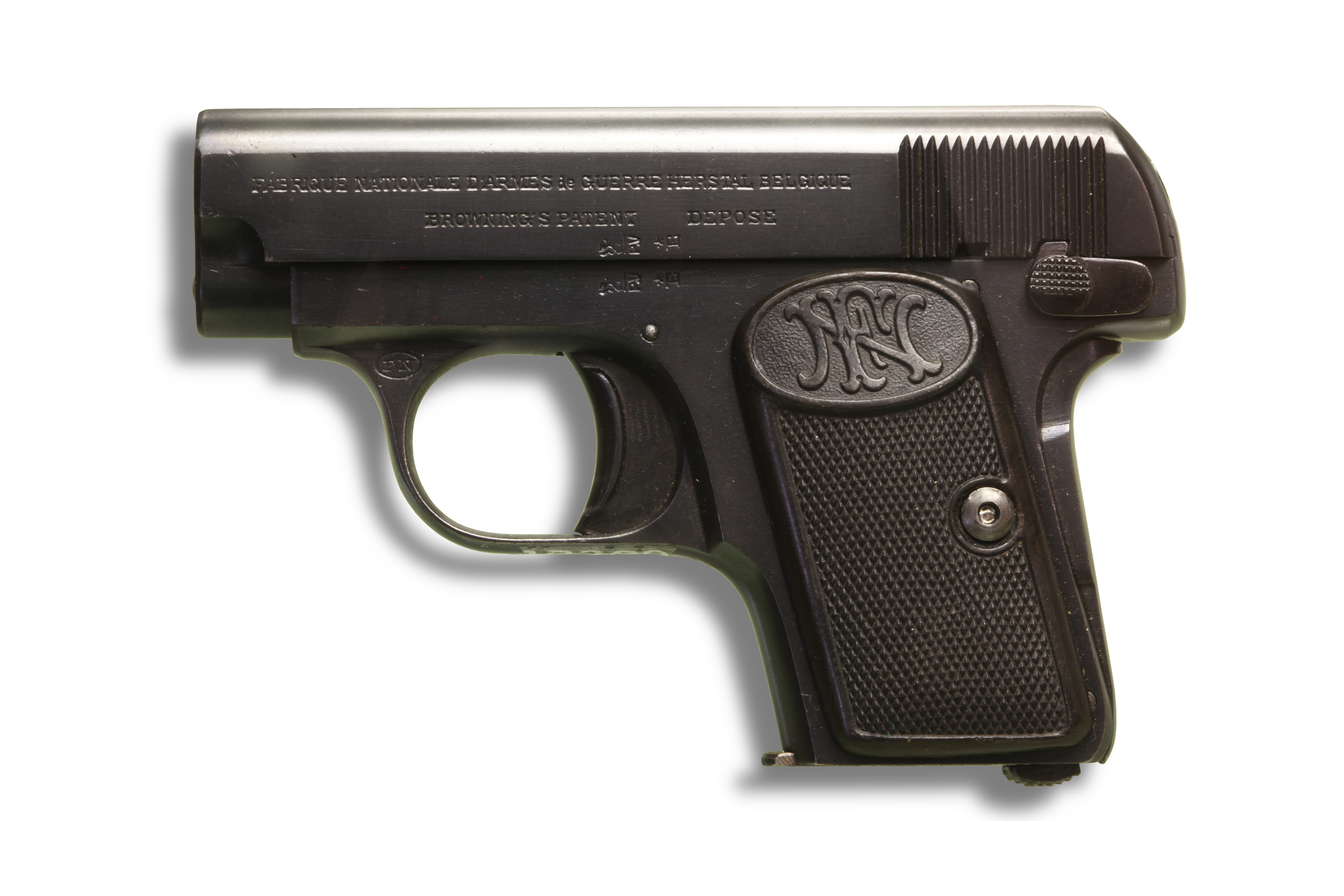
соответствующий Кольту M1908 Browning M1906

Карманный пистолет для самообороны, американский аналог бельгийского Browning M1906. Выпускался с 1908 по 1948 год, Всего выпущено 420 705 единиц.

### Кольт M1911 (1909)
Кольт 1911 года был разработан Джоном Браунингом в 1909 году. Во время Первой мировой он показал себя надёжным оружием офицерского состава американской армии. Вскоре первоначальная версия была переработана и в 1926 году появился кольт M1911A1. Данная версия служила в американской армии до операции «Буря в Пустыне» в 1991 году.

### Colt Double Eagle (1990)

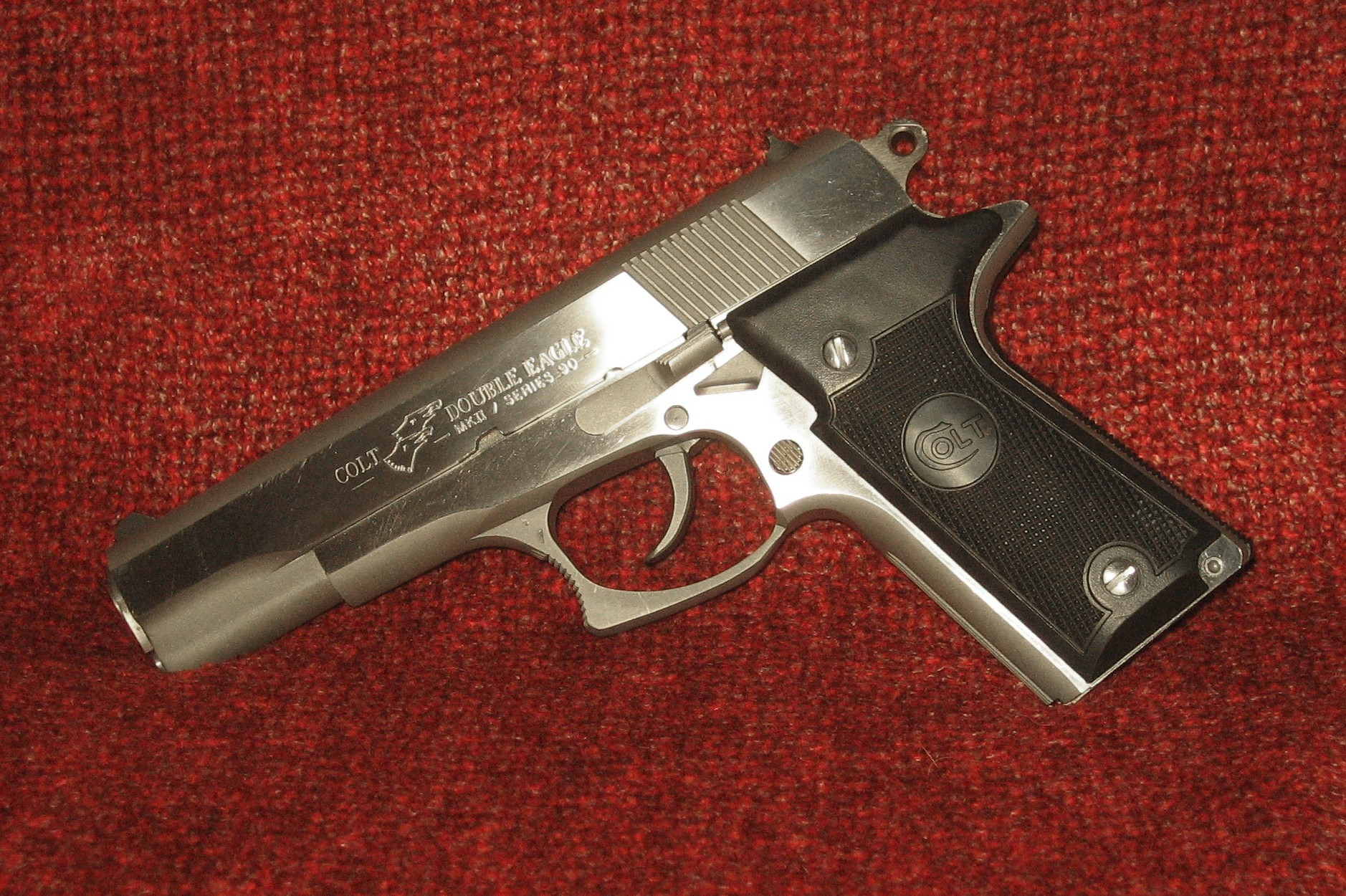
Colt Double Eagle

Colt Double Eagle имеет ударно-спусковой механизм двойного действия. Выпускался с 1990 года. Конструкция этого пистолета была целиком выполнена из нержавеющей стали. Пистолет выпускался в двух модификациях: Commander (с укороченным стволом и затвором) и Officers Model (с укороченным стволом и затвором, и уменьшенной рукояткой). По сравнению со своими современниками, Double Eagle был слишком тяжёл. Возможно, поэтому он и не пользовался особой популярностью, в результате чего выпуск его был полностью прекращен в 1997 году.
| Калибр           | .45ACP, .40 S&W и 10mm Auto |
| Ёмкость магазина | 8 патронов                  |
| Вес без патронов | 1205 грамм                  |
| Длина            | 216 мм                      |
| Длина ствола     | 127 мм                      |